# 始興県
始興県（しこうけん）は中華人民共和国広東省韶関市に位置する県。

## 地理
始興県は四面を山に囲まれ県中心部には平原が広がる盆地となっている。県内には湞江・墨江・澄江などが流れる。
年間平均気温は19.6℃、年間平均降水量1,825ミリであり、4月から6月に降水量が集中する。

## 歴史
263年（永安6年）、三国時代の呉により南野県南部に新たに始興県が設置されたのが初見である。

## 行政区画
9镇、1民族郷を管轄する
- 鎮
  - 太平鎮、馬市鎮、澄江鎮、頓崗鎮、羅壩鎮、司前鎮、隘子鎮、城南鎮、沈所鎮
- 民族郷
  - 深渡水ヤオ族郷

## 出身者
- 張発奎 - 中華民国の軍人。国民政府（国民革命軍）所属。粤軍（広東軍）の指揮官。第二次上海事変などで日本軍と戦った。